# Pontru
Pontru är en kommun i departementet Aisne i regionen Hauts-de-France i norra Frankrike. Kommunen ligger  i kantonen Vermand som ligger i arrondissementet Saint-Quentin. År 2022 hade Pontru 281 invånare.

## Befolkningsutveckling
Antalet invånare i kommunen Pontru
Referens: INSEE